# PRSS55
PRSS55 (англ. Protease, serine 55) – білок, який кодується однойменним геном, розташованим у людей на 8-й хромосомі. Довжина поліпептидного ланцюга білка становить 352 амінокислот, а молекулярна маса — 38 856.
| 10         |  | 20         |  | 30         |  | 40         |  | 50         |
| ---------- |  | ---------- |  | ---------- |  | ---------- |  | ---------- |
| MLLFSVLLLL |  | SLVTGTQLGP |  | RTPLPEAGVA |  | ILGRARGAHR |  | PQPPHPPSPV |
| SECGDRSIFE |  | GRTRYSRITG |  | GMEAEVGEFP |  | WQVSIQARSE |  | PFCGGSILNK |
| WWILTAAHCL |  | YSEELFPEEL |  | SVVLGTNDLT |  | SPSMEIKEVA |  | SIILHKDFKR |
| ANMDNDIALL |  | LLASPIKLDD |  | LKVPICLPTQ |  | PGPATWRECW |  | VAGWGQTNAA |
| DKNSVKTDLM |  | KAPMVIMDWE |  | ECSKMFPKLT |  | KNMLCAGYKN |  | ESYDACKGDS |
| GGPLVCTPEP |  | GEKWYQVGII |  | SWGKSCGEKN |  | TPGIYTSLVN |  | YNLWIEKVTQ |
| LEGRPFNAEK |  | RRTSVKQKPM |  | GSPVSGVPEP |  | GSPRSWLLLC |  | PLSHVLFRAI |
| LY         |  |            |  |            |  |            |  |            |

A: Аланін

C: Цистеїн

D: Аспарагінова кислота

E: Глутамінова кислота

F: Фенілаланін

G: Гліцин

H: Гістидин

I: Ізолейцин

K: Лізин

L: Лейцин

M: Метіонін

N: Аспарагін

P: Пролін

Q: Глутамін

R: Аргінін

S: Серин

T: Треонін

V: Валін

W: Триптофан

Кодований геном білок за функціями належить до гідролаз, протеаз, серинових протеаз. 
Задіяний у такому біологічному процесі, як альтернативний сплайсинг. 
Локалізований у цитоплазмі, мембрані.